# 第45独立親衛特殊任務連隊 (ロシア空挺軍)
第45独立親衛特殊任務旅団（ロシア語: 45-й гвардейский отдельный полк специального назначения）は、ロシア空挺軍の旅団。GRUの統制を受けている。
1995年以来、「平和のためのパートナーシップ」の枠内で行われている国際特殊部隊競技会に毎年参加している（1996年、3位；1997年、1位）。モスクワ州内の各種行事において、パラシュート降下や格闘技の模範演技を行っている。
なお、連隊名に「親衛」の語を冠しているが近衛兵・親衛隊としての実質はなく名誉的な称号である。

## 沿革
- 1992年7月25日：連隊の前身である第218独立特殊任務大隊編成。連隊の創設日。
- 1992年6～7月：沿ドニエストルに派遣。
- 1992年9～11月：北オセチアに派遣。
- 1992年12月：アブハジアに派遣。
- 1994年2月：第901強襲大隊等と共に連隊に統合（どちらかというと1992年は養成とも言えるべき期間で第45独立親衛特殊任務連隊として本格的に活動したのはこの年なのでこちらが創立日とも言える）。7月、編成完結。
- 1994年12月：第一次チェチェン紛争に投入。1995年2月、駐屯地に帰還。
- 1995年3月：チェチェン共和国に再投入。同年6月、駐屯地に帰還。
- 1995年5月：ロシア連邦大統領から感状授与。勝利の日の観閲式に参加。
- 1997年2～5月：グルジアとアブハジア武装勢力の隔離地帯において平和維持任務遂行。
- 1997年7月：第5親衛空挺狙撃連隊の軍旗を継承。
- 1999年9月～：第二次チェチェン紛争に投入。
- 2008年：南オセチア紛争に投入されたと見られる。
- 2014年：2014年クリミア危機において、ベルベク空軍基地（セヴァストポリ国際空港）の占拠に参加したとみられる（リトル・グリーンメン (ウクライナ危機)も参照）。
- 2015年：連隊から旅団に増強改変。
- 2022年ロシアのウクライナ侵攻に参加[1]。

## 装備

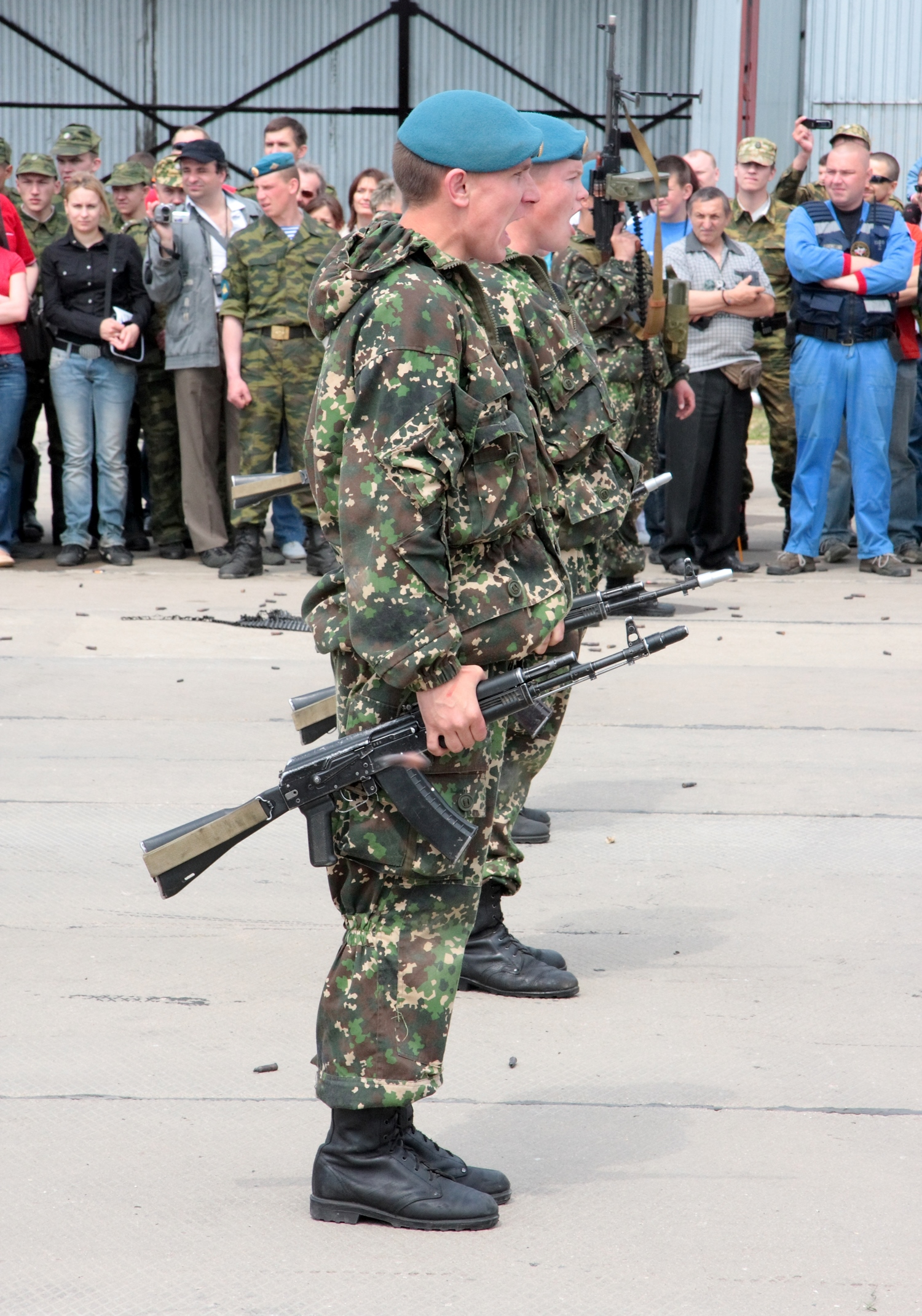
空挺スペツナズ隊員

- AK-74
- AKM
- VSS
- ドラグノフ狙撃銃
- PKM
- PKP
- マカロフ PM
- GP-25
- RPG-7
- RPG-26

## 編制
- 2個特殊任務大隊
- 偵察大隊
- 無人偵察機支隊
- 心理戦グループ